# Jan Kněžínek
Jan Kněžínek (* 8. května 1979 Jihlava) je český právník a politik, od července 2018 do dubna 2019 ministr spravedlnosti ČR a předseda Legislativní rady vlády ve druhé Babišově vládě. V letech 2012 až 2013 a krátce v červnu 2015 byl náměstkem ministrů bez portfeje ČR. Jako politik byl nestraník za hnutí ANO 2011.

## Život

### Akademická kariéra
V letech 1997 až 2002 vystudoval na Právnické fakultě Univerzity Karlovy v Praze magisterský obor Právo a právní věda (získal titul Mgr.). V roce 2004 složil na téže fakultě státní rigorózní zkoušku v oboru Ústavní právo (získal titul JUDr.). V letech 2002 až 2009 absolvoval postgraduální studium v oboru Veřejné právo – ústavní a trestní právo (získal titul Ph.D.). V minulosti vyučoval na Právnické fakultě Univerzity Karlovy v Praze předmět Ústavní právo a státověda.

### Úředník
Od ledna 2003 do června 2007 pracoval na Ministerstvu dopravy ČR, od července 2007 působil na Úřadu vlády ČR. Nejprve v letech 2007 až 2009 vytvářel z pozice vládního rady návrhy právních předpisů a připravoval podklady pro projednání těchto návrhů vládou ČR. Následující čtyři roky působil jako tajemník rozkladové komise Úřadu vlády ČR. Od března 2009 do července 2010 pracoval jako zástupce ředitele odboru vládní legislativy, od srpna 2010 do prosince 2012 pak tento odbor řídil.
Od prosince 2012 do července 2013 byl náměstkem ministra a předsedy Legislativní rady vlády Petra Mlsny, zároveň pracoval jako vrchní ředitel Sekce Legislativní rady vlády. Od srpna 2013 se vrátil na pozici ředitele odboru vládní legislativy, aby se v červnu 2015 stal krátce náměstkem ministra pro lidská práva, rovné příležitosti a legislativu Jiřího Dienstbiera ml. Od července 2015 pak zastával funkci náměstka Legislativní rady vlády, v níž se po tříletém působení stal jmenováním za člena vlády jejím předsedou.
V srpnu 2015 jmenovala Sobotkova vláda Kněžínka prošetřovatelem, který měl vyšetřovat podezření na protiprávní jednání členů vlády a vysoce postavených představitelů. Jako prošetřovatel se zabýval podezřením na to, že náměstek ministra financí Tomáš Vyhnánek v lednu 2016 nařídíl úřednici tohoto ministerstva, aby zjistila informace o probíhajícím vyšetřování kauzy Čapí hnízdo od Evropského úřadu proti podvodům. Ministrem financí a nadřízeným Vyhnánka byl Andrej Babiš, později obviněný v kauze Čapí hnízdo. Jan Kněžínek rozhodl, že Andrej Babiš ani Tomáš Vyhnánek žádný zákon neporušili.

## Politické působení
Dne 10. července 2018 jej prezident republiky Miloš Zeman jmenoval ministrem spravedlnosti ČR, když nominaci premiéra Babiše obdržel den předtím. V úřadu vystřídal Taťánu Malou, která odstoupila po 13 dnech ve funkci v důsledku veřejného tlaku na plagiátorství v jejích diplomových pracích.
Dne 18. dubna 2019 oznámil svou demisi na post ministra spravedlnosti ČR s koncem svého působení k 30. dubnu téhož roku. Reagoval tak na mediální spekulace o jeho odchodu a o tom, že by jej měla nahradit Marie Benešová. Podle vlastního vyjádření se pak hodlal vrátit do úřednické pozice odborného náměstka pro řízení Sekce Legislativní rady vlády na Úřadu vlády ČR a člena Legislativní rady vlády. Premiér Babiš následně skutečně oznámil záměr učinit ministryní Marii Benešovou, která již předtím tento resort vedla v úřednické vládě Jiřího Rusnoka. Prezident Miloš Zeman ji do funkce jmenoval 30. dubna 2019 a tím zároveň skončil ve funkci Kněžínek.